# Zai Yu
 (septembre 2017).
Si vous disposez d'ouvrages ou d'articles de référence ou si vous connaissez des sites web de qualité traitant du thème abordé ici, merci de compléter l'article en donnant les références utiles à sa vérifiabilité et en les liant à la section « Notes et références ».
Zai Yu 宰予  (né en 522 av. J.-C. et mort en 458 av. J.-C.), a pour nom Zai et prénom Yu ; son prénom social est Ziwo 子我, et il fut aussi appelé ZaiWo. Né pendant la période des printemps et automnes à Lu, c'est un disciple de Confucius, l'un des dix sages de l'école confucéenne. 

## Biographie
D'un caractère indépendant - au risque de déplaire à son maître - , Zai Yu est celui qui a le plus argumenté avec le maître notamment sur la durée du deuil, qui est fixé à trois ans dans le confucianisme, et sur les rites.
Au sein du groupe des disciples de Confucius, il semble avoir été remarqué pour son éloquence, au même titre que Duanmu Ci (Zigong).

## Titres honorifiques posthumes
- sous la dynastie Tang 27e année de l'ère Kaiyuan : Zai Yu est sanctifié « Qi Hou », ou Marquis de Qi.
- sous la Dynastie des Song en l'an 1267, Zai Yu est sanctifié « Qi Gong », ou Duc de Qi.
- sous la dynastie Ming, à la 9e année de l'ère Jiajing, il est renommé « l'ancien Sage Zaiyu ».